# دنی هریس
دنی هریس (انگلیسی: Danny Harris؛ زادهٔ september ۷, ۱۹۶۵ (۵۹ سال)) ورزشکار دو و میدانی اهل ایالات متحده آمریکا است.
وی در مسابقات کشوری و بین‌المللی در مجموع برندهٔ ۲ مدال نقره شده‌است.